# 温振顺
温振顺（1956年6月—），男，河北滦南人，中华人民共和国外交官，曾任中华人民共和国驻法兰克福总领事和中华人民共和国驻北马其顿大使。

## 生平
温振顺先后就读于北京外国语学院、维也纳大学和维也纳外交学院，1985年6月毕业。早年曾在驻民主德国大使馆、驻卢森堡大使馆任职。1997年，任驻德国大使馆政务参赞。2001年，任外交部西欧司副司长。2004年7月，因外交部西欧司更名欧洲司，改任欧洲司副司长。后任中共中央对外联络部西欧局副局长。2007年12月，任外交部外事管理司副司长。2009年9月，出任中华人民共和国驻法兰克福总领事。2014年4月，自驻法兰克福总领事离任。5月，出任中华人民共和国驻马其顿大使。2016年8月，自驻北马其顿大使离任。